# La Dessalinienne
La Dessalinienne (Il Canto di Dessalines) è l'inno nazionale di Haiti.
Fu scritto in onore di Jean-Jacques Dessalines da Justin Lhérisson e musicato da Nicolas Geffrard è stato adottato nel 1904.
| Testo in creolo | Testo in francese | Traduzione in italiano del testo in creolo | Traduzione in italiano del testo in francese |
| --- | --- | --- | --- |
| Pou Ayiti peyi Zansèt yo Se pou-n mache men nan lamen Nan mitan-n pa fèt pou gen trèt Nou fèt pou-n sèl mèt tèt nou Annou mache men nan lamen Pou Ayiti ka vin pi bèl Annou, annou, met tèt ansanm Pou Ayiti onon tout Zansèt yo. Pou Ayiti onon Zansèt yo Se pou-n sekle se pou-n plante Se nan tè tout fòs nou chita Se li-k ba nou manje Ann bite tè, ann voye wou Ak kè kontan, fòk tè a bay. Sekle, wouze, fanm kou gason Pou-n rive viv ak sèl fòs ponyèt nou. Pou Ayiti ak pou Zansèt yo Fo nou kapab vanyan gason Moun pa fèt pou ret avèk moun Se sa-k fè tout Manman ak tout Papa Dwe pou voye Timoun lekòl Pou yo aprann, pou yo konnen Sa Tousen, Desalin, Kristòf, Petyon Te fè pou wet Ayisyen anba bòt blan. Pou Ayiti onon Zansèt yo Ann leve tèt nou gad anlè Pou tout moun, mande Granmèt la Pou-l ba nou pwoteksyon Pou move zanj pa detounen-n Pou-n ka mache nan bon chimen Pou libète ka libète Fòk lajistis blayi sou peyi a. Nou gon drapo tankou tout Pèp. Se pou-n renmen-l, mouri pou li. Se pa kado, blan te fè nou Se san Zansèt nou yo ki te koule Pou nou kenbe drapo nou wo Se pou-n travay met tèt ansanm. Pou lòt, peyi, ka respekte-l Drapo sila a se nanm tout Ayisyen. | Pour le Pays, Pour les ancêtres, Marchons unis, Marchons unis. Dans nos rangs point de traîtres! Du sol soyons seuls maîtres. Marchons unis, Marchons unis Pour le Pays, Pour les ancêtres, Marchons, marchons, marchons unis, Pour le Pays, Pour les ancêtres. Pour les Aïeux, pour la Patrie Bêchons joyeux, bêchons joyeux Quand le champ fructifie L'âme se fortifie Bêchons joyeux, bêchons joyeux Pour les Aïeux, pour la Patrie Bêchons, bêchons, bêchons joyeux Pour les Aïeux, pour la Patrie. Pour le Pays et pour nos Pères Formons des Fils, formons des Fils Libres, forts et prospères Toujours nous serons frères Formons des Fils, formons des Fils Pour le Pays et pour nos Pères Formons, formons, formons des Fils Pour le Pays et pour nos Pères. Pour les Aïeux, pour la Patrie O Dieu des Preux, O Dieu des Preux! Sous ta garde infinie Prends nos droits, notre vie O Dieu des Preux, O Dieu des Preux! Pour les Aïeux, pour la Patrie O Dieu, O Dieu, O Dieu des Preux Pour les Aïeux, pour la Patrie. Pour le Drapeau, pour la Patrie Mourir est beau, mourir est beau! Notre passé nous crie: Ayez l'âme aguerrie! Mourir est beau, mourir est beau Pour le Drapeau, pour la Patrie Mourir, mourir, mourir est beau Pour le Drapeau, pour la Patrie. | Per Haiti, paese degli antenati Dobbiamo marciare mano in mano Non dovranno esserci traditori tra noi Noi dobbiamo essere i nostri unici padroni Marciamo mano in mano Per Haiti può essere più bello Avanti, Avanti, mettiamoci insieme Per Haiti in nome di tutti gli antenati. Per Haiti e gli antenati Dobbiamo essere abili e valorosi uomini Gli uomini non sono nati per servire altri uomini Ecco perché tutte le madri e tutti i padri Devono mandare i loro figli a scuola Devono imparare, Devono conoscere Cosa Toussaint, Dessalines, Christophe e Pétion Fecero per togliere gli Haitiani sotto gli stivali dei bianchi. Per Haiti nel nome degli antenati Dobbiamo lavorare sodo, Dobbiamo mostrare è nel suolo tutta la nostra forza si siede è esso che ci nutre Lavoreremo la terra, Lavoreremo la terra Con gioia, che il terreno sia fertile Falciare, l'acqua, gli uomini come le donne Dovremo vivere solo con la forza delle nostre braccia Per Haiti nel nome degli antenati Alzeremo la testa e guarderemo in alto Tutti dovremo chiedere al Signore Per concederci protezione Per i mali che non ci volti le spalle Per noi marceremo nella retta via Per libertà sia la libertà Che la giustizia copra la Nazione. Abbiamo una bandiera come tutti i popoli Dobbiamo amarla, morire per essa Non era un regalo dei bianchi Era il sangue dei nostri antenati che inondò Dobbiamo tenere alta la nostra bandiera Dobbiamo lavorare, Noi dobbiamo stare insieme Per altri paesi rispettarci Questa bandiera è l'anima del popolo Haitiano. | Per il nostro paese, Per i nostri antenati, Marciamo uniti. Che non ci siano traditori tra di noi! Siamo noi i padroni della nostra terra. Marciamo uniti Per il nostro paese, Per i nostri antenati. Per i nostri avi, Per il nostro paese Fatichiamo con gioia. Che i nostri campi siano fertili Che le nostre anime prendano coraggio. Fatichiamo con gioia Per i nostri avi, Per il nostro paese. Per il nostro paese E per i nostri antenati, Educhiamo i nostri figli. Libertà, forza e prosperità, Saremo sempre fratelli. Educhiamo i nostri figli Per il nostro paese, E per i nostri antenati. Per i nostri avi, Per il nostro paese, Oh Dio dei valorosi! Prendi i nostri diritti e le nostre vite Sotto la tua infinita protezione, Oh Dio dei valorosi! Per i nostri avi, Per il nostro paese. Per la nostra bandiera, Per il nostro paese, Morire è una bella cosa! Il nostro passato grida a noi Noi abbiamo un animo forte! Morire è una bella cosa, Per la nostra bandiera, Per il nostro paese. |